# Tahaenui (fleuve)

Le fleuve Tahaenui (en anglais : Tahaenui River) est un cours d’eau de la région de Hawke's Bay dans l’Île du Nord de la Nouvelle-Zélande.

## Géographie
Il s’écoule vers le sud-est pour atteindre la baie de Hawke Bay à 5 kilomètres à l’ouest de la ville de Nuhaka.